# Deutsches Register für COVID-19-Autopsien
Das Deutsche Register für COVID-19-Autopsien (DeRegCOVID) ist ein medizinisches Register, das 2020 mit Unterstützung des BDP (Bundesverband Deutscher Pathologen) und der GDP (Deutsche Gesellschaft für Pathologie) an der Uniklinik der RWTH Aachen aufgebaut worden ist.

## Bedeutung
Das Register wird vom Institut für Pathologie der Uniklinik RWTH Aachen in enger Kooperation mit dem Institut für Medizinische Informatik und dem Center for Translational & Clinical Research (CTC-A) der Uniklinik RWTH Aachen koordiniert und geleitet.
Es soll möglichst alle Obduktionsfälle von COVID-19-Erkrankten deutschlandweit erfassen und als zentrale Vermittlungsstelle für Datenanalyse und Forschungsanfragen dienen.
Die COVID-19-Pandemie verbreitete sich weltweit durch den Wildtypus SARS-CoV-2; dann folgten Alpha-Variante, Beta-Variante, Delta-Variante und Omikron-Variante.
Das Register half und hilft dabei, bei Verbreitung einer neuen Mutation mehr und Genaueres über deren Pathogenese zu erfahren: sowohl über die Ausbreitung innerhalb des menschlichen Körpers als auch die Auswirkungen auf Organe und Zellen.
Auch kann so erforscht bzw. belegt werden, welche prädisponierenden, klinisch nicht manifesten pathologischen Veränderungen bzw. Grunderkrankungen mit milden, schweren oder letalen Verläufe korrelieren.
Das Bundesministerium für Gesundheit fördert das Register.

## Studie
Laut einer 2022 bei The Lancet online erschienenen Studie, die auf Daten des DeRegCOVID basiert, sind die meisten erfassten Sterbefälle in Zusammenhang mit COVID-19 in Deutschland auf das Virus selbst zurückzuführen. In 86 Prozent der obduzierten Fälle war COVID-19 laut Obduktionsbericht tatsächlich auch die zugrundeliegende Todesursache. In 14 Prozent der untersuchten Fälle war COVID-19 lediglich die oder eine Begleiterkrankung (→ Komorbidität).
Häufigste unmittelbare Todesursache war laut den Obduktionsberichten ein diffuser Alveolarschaden. Alveolen sind tiefliegende Lungenbläschen, die für den Austausch zwischen Blut und Atemluft sorgen. Multiorganversagen wurde als zweithäufigste Todesursache angegeben.
Unter den 1095 ausgewerteten obduzierten Toten waren fast doppelt so viele Männer wie Frauen. Die meisten männlichen COVID-19-Toten waren zwischen 65 und 69 sowie zwischen 80 und 84 Jahren alt. Die an COVID-19 gestorbenen Frauen waren zum größten Teil älter als 85 Jahre.